# Koninkrijk Armenië
Het koninkrijk Armenië (of Groot-Armenië) (Armeens: Մեծ Հայք) was een koninkrijk dat bestond van 190 v.Chr. tot 165 na Chr. Daarna was het koninkrijk van 166 tot 428 een vazalstaat van het Romeinse Rijk.

## Ontstaan
De voorloper van het koninkrijk was de satrapie Armenië, een provincie van het Perzische Rijk. Deze provincie werd een onafhankelijk koninkrijk tijdens de dynastie van de Orontiden, die onder Griekse invloed stonden.
Na de dood van Alexander de Grote werd het korte tijd deel van het rijk van de Seleuciden genoemd naar de stichter Seleucus I Nicator een van de generaals van Alexander. De Hellenistische staat werd in 190 v.Chr. opgericht door Artaxias. Op het hoogtepunt besloeg deze staat naast Armenië ook andere delen van de Kaukasus, oostelijk Turkije en delen van Syrië en Libanon.

## Bloeitijd onder Tigranes II
Het zelfstandige koninkrijk Armenië bereikte de grootste bloei onder Tigranes II de Grote, uit de dynastie van de Artaxiden. Hij was opgegroeid in Parthië, als gijzelaar van Mithridates II de Grote, en werd door Mithridates in 95 v.Chr. benoemd als koning van Armenië. Tigranes wist het Armeense rijk tot ongekende grootte uit te breiden. Hij veroverde de koninkrijkjes Atropatene, Gordyene, Osroene en Adiabene. Ook veroverde hij delen van Parthië, namelijk Medië en een deel van Mesopotamië. Ook voegde hij een groot deel van het verzwakte Seleucidenrijk aan Armenië toe. Gedurende minstens veertien jaar regeerde hij vanuit de Seleucidische hoofdstad Antiochië. In 69 v.Chr. eisten binnenlandse problemen echter zijn terugkeer en moest hij Syrië opgeven. Kort daarna werd Syrië veroverd door de Romeinse veldheer Pompeius. Tigranes' pogingen het gebied opnieuw in handen te krijgen, mislukten, mede door invallen van de Parthen onder Phraates III.

## Tussen Romeinen en Parthen
Naarmate de Romeinen meer greep kregen op het gebied, werd het Armeense koninkrijk in toenemende mate een twistappel tussen de Parthen en de Romeinen. Beide wilden Armenië tot hun vazalstaat maken.
In 40 v.Chr. drong de Parthische koning Orodes II erop aan dat Artavasdes II (de zoon van Tigranes II) hem zou steunen bij een invasie in het Romeinse Rijk, onder leiding van Quintus Labienus en Pacorus I. De overeenkomst tussen Orodes en Artavasdes werd bezegeld met een huwelijk tussen Pacorus en de zus van Artavasdes. Na aanvankelijk succes, mislukte de invasie echter en reeds in 39 wist de Romeinse veldheer Publius Ventidius Bassus de Parthen terug te dringen over de Eufraat. In 36 trok Marcus Antonius via Armenië naar Parthië, met de bedoeling de Parthen te verslaan en zo wraak te nemen voor de Romeinse nederlaag in de Slag bij Carrhae (53 v.Chr.). Geconfronteerd met de Romeinse overmacht sloot Artavasdes zich bij Marcus Antonius aan, maar de beoogde invasie van Parthië mislukte. Toen Marcus Antonius zich had teruggetrokken, hernieuwde Artavasdes de banden met de Parthen (inmiddels geregeerd door Phraates IV). Marcus Antonius accepteerde dit echter niet. Na een mislukte poging Artavasdes langs diplomatieke weg terug te winnen, met het voorstel dat Artavasdes' dochter zich zou verloven met Antonius' zoon Alexander Helios, viel hij Armenië binnen, veroverde het en nam Artavasdes gevangen (34 v.Chr.). Alexander Helios benoemde hij tot koning van Armenië, maar vanwege de leeftijd van de jongen - hij was nog slechts zes jaar oud - is dit besluit nooit geëfectueerd. Met hulp van de Parthen besteeg Artavasdes' zoon Artaxias II de Armeense troon.
In 35 zette de Parthische koning Artabanus II zijn zoon Arsaces op de Armeneense troon, maar Lucius Vitellius (gouverneur van Syria) voorkwam dit en wist de ervoor te zorgen dat de Romeinen zeggenschap behielden over Armenië. Artabanus' zoon Vardanes I probeerde in 47 opnieuw Armenië te veroveren, maar ook zijn opzet mislukte.
In 54 kwam het opnieuw tot een conflict. Vologases I zette de Romeinse vazalkoning af en plaatste zijn halfbroer Tiridates I van Armenië op de Armeense troon. Op last van keizer Nero heroverde Gnaius Domitius Corbulo Armenië en stelde hij Tigranes VI aan als nieuwe koning. De Romeins-Parthische Oorlog (54-64) eindigde met een patstelling. Tiridates werd aangesteld als koning van Armenië, maar als vazal van Rome. Tiridates is de stichter van de Armeense tak van de Parthische dynastie van de Arsaciden, die in de decennia die volgden het koningschap van Armenië zou blijven bekleden: koningen van Parthische afkomst, maar vazallen van Rome.

Koninkrijk Armenië, ca. 150 na Chr.

In 113 was Armenië opnieuw de aanleiding voor oorlog tussen de Romeinen en de Parthen. De Parthische koning Osroes I zette de door de Romeinen benoemde Armeense koning Exedares af en plaatste zijn neef Parthamasiris op de troon. De Romeinse keizer Trajanus trok daarop met zijn legers naar het oosten. Hij heroverde Armenië, doodde Parthamasiris, en degradeerde Armenië tot de Romeinse provincie Armenia (115). Toen Trajanus twee jaar later overleed, stond zijn opvolger Hadrianus echter toe dat Armenië opnieuw een koninkrijk werd onder Valarsh I (uit de Parthische Arsacidische koningsdynastie, maar aangesteld door de Romeinen).
Vanaf 155 begonnen de Parthen zich opnieuw met Armenië te bemoeien, wat er uiteindelijk toe leidde dat de Parthische koning Vologases IV in 161 Armenië bezette. Ook nu was de Parthische bezetting echter van korte duur. Een Romeinse campagne onder leiding van Lucius Verus verdreef de Parthen wederom uit Armenië (162-166). Om de Parthische druk tegen te houden, zette Lucius Verus een Romeins burger van Armeense afkomst op de troon.

## Armenië onder de Sassaniden
De Sassaniden annexeerden Armenië in 252 en hielden het totdat de Romeinen in 287 terugkwamen. Tussen 384 en 390 werd het koninkrijk met het verdrag van Acilisene verdeeld tussen het Byzantijnse Rijk en de Perzen. Westelijk Armenië werd al gauw een provincie van het Romeinse Rijk onder de naam Armenia Minor; Oostelijk Armenië bleef een koninkrijk binnen het Perzische Rijk tot 428, toen de lokale bevolking de koning afzette en de Sassaniden in diens plaats een gouverneur aanstelden.